# Jean Baptiste Meunier
Jean Baptiste Meunier, född 1821 i Bryssel, död 1900, var en belgisk grafiker. Han var far till illustratören Henri Meunier.
Meunier, som var elev av Calamatta, var professor i Bryssel. Han utförde förträffliga stick efter Rafael, Luini, Rubens med flera.